# Oecleus cucullata
Oecleus cucullata är en insektsart som beskrevs av Noualhier 1896. Oecleus cucullata ingår i släktet Oecleus och familjen kilstritar. Inga underarter finns listade i Catalogue of Life.